# 128-ма окрема гірсько-штурмова бригада (Україна)
128-ма окрема гірсько-штурмова Закарпатська бригада (128 ОГШБр, в/ч А1556, пп В4673) — з'єднання гірської піхоти Сухопутних військ України. Бригада перебуває у складі оперативного командування «Захід»; штаб бригади розміщений в Мукачеві, а підрозділи дислокуються на території Закарпатської області.
Створена після переформування 128-ї механізованої дивізії, що вела свою історію від 128-ї гвардійської мотострілецької дивізії колишньої армії СРСР.

## Історія
У 1991 році, командир 128-ї гвардійської мотострілецької дивізії генерал Віктор Гречанінов став першим командиром, який оголосив про підтримку української державності. 19 січня 1992 року особовий склад 128-ї дивізії склав присягу на вірність народу України. Того ж року вона була перетворена з мотострілецької на механізовану. Після реформування армій на корпуси дивізія стала складовою 38-го армійського корпусу Прикарпатського військового округу ЗС України.
1 грудня 1993 року згідно з директивою начальника Головного штабу збройних сил України від 22 квітня 1993 року був розформований 374-й окремий ракетний дивізіон.
128-ма дивізія незмінно посідала провідні місця серед інших з'єднань ЗС України за рівнем бойової, виховної та фізичної підготовки. Зокрема, згідно з наказом Міністра оборони України від 24.10.1996 р. № 307 найкращий рівень фізичної підготовки показав офіцерський склад управління 128-ї механізованої дивізії.
Військовослужбовці дивізії відзначилися самовідданою працею при ліквідації наслідків повеней в Закарпатті у 1994, 1998, 1999 та 2001 рр. 128-ма дивізія налагодила дружні зв'язки та регулярний обмін досвідом з військовослужбовцями сусідніх держав — Словаччини, Угорщини, Румунії, Польщі. На базі з'єднання регулярно відбувалися міжнародні спортивно-військові змагання. У 1998—2000 рр. на базі дивізії сформували український компонент спільного українсько-румунсько-словацько-угорського батальйону «Тиса», створеного для оперативного реагування військовиків сусідніх держав на загрози повеней, а також кваліфікованої, високопрофесійної боротьби з наслідками стихійних лих, що постійно загрожують країнам Карпатського регіону.
27 травня 2000 р. міністр оборони України генерал армії Олександр Кузьмук вручив дивізії Бойовий прапор та зачитав Указ Президента України про присвоєння дивізії почесного найменування «Закарпатська». Відповідний Указ був виданий 10 січня 2000 р. під № 11/2000. Згідно з ним дивізія іменувалась 128-ма гвардійська механізована Закарпатська двічі Червонопрапорна дивізія 38-го армійського корпусу Західного оперативного командування Збройних Сил України.
У 2001 році, група військовослужбовців 128-ї дивізії, які брали участь у ліквідації наслідків стихійного лиха в Закарпатті, отримали нагороди від Президента України. Зокрема, орденом «За мужність» ІІІ ступеня нагороджено комдива генерал-майора Геннадія Воробйова та начальника інженерної служби дивізії підполковника Василя Сапігу, медаллю «За військову службу Україні» нагороджено командира інженерної роти 230-ї артбригади дивізії капітана Олександра Стасюка, медаллю «За бездоганну службу» ІІІ ступеня — командира танкової роти 398-го танкового полку дивізії старшого лейтенанта Олександра Волоха.
Після розформування 38-го армійського корпусу, дивізія увійшла до складу 13-го армійського корпусу. З 1 грудня 2004 р. 128-ма дивізія на підставі Директиви Міністра оборони України від 18.06.2004 р. була переформована на 128-му окрему механізовану бригаду із збереженням усіх почесних найменувань та нагород. Наприкінці 2012 р. була переформована в 34-ту окрему гірсько-піхотну Туркестанско-Закарпатську двічі Червонопрапорну бригаду. Через декілька місяців їй повернули попередній номер — 128.

### Російсько-українська війна
Від початку війни на сході України військовослужбовці 128-ї бригади зайняли позиції в Луганській області, в районі Лисичанська, Сєвєродонецька та Рубіжного.
У грудні 2014 року, 200 військовослужбовців 128-ї гірсько-піхотної бригади за ротацією прибули в м. Мукачево для короткого відпочинку. Громадськість урочисто зустріла своїх героїв-захисників на площі Миру.
Військовослужбовці 128-ї бригади брали участь у боях під Дебальцевим в районі м. Артемівська на початку 2015 року. 21 січня на опорному пункті «Льоха» 26 бійців під командуванням старшого лейтенанта Романа Жованика відбили атаку росіян, росіяни втекли, кинувши техніку. Бій на висоті 307,9 метрів на опорному пункті «Валєра» біля села Санжарівка був одним з найбільш кривавих та складних для бійців бригади — 25 січня підрозділи 128-ї бригади зазнали серйозних втрат, було багато поранених, але висоту біля Санжарівки вони утримали. Проте цю висоту довелося залишити — у лютому вони разом з іншими військовослужбовцями бригади та інших збройних формувань, відступили з-під міста. При цьому, за деякими даними, бригада зазнала значних втрат, зокрема 5 бійців бригади потрапили у полон, 10 загинули при виході із оточення.
18 лютого 2015 року, по завершенню виведення військ з оточення поблизу Дебальцевого, командиру бригади полковнику Сергію Шапталі присвоєно звання Герой України.
1 березня 2015 року з полону бойовиків звільнено чотирьох військових бригади.
У червні 2015 року військовослужбовці 128-ї бригади утримували позиції в Луганській області, зокрема біля Кондрашівки.
24 серпня 2015 року під час відзначення 24-ї річниці Незалежності України у Києві президент України Петро Порошенко вручив бойовий прапор з відзнакою Президента України — стрічкою до Бойового Прапора «За мужність та відвагу» командиру бригади полковнику Сергію Шапталі.
Від 1 червня 2018 року бригада була перейменована на гірсько-штурмову, а також отримала нову символіку.
27 березня 2019 року у військових частинах Закарпаття відбулись урочистості з нагоди зустрічі військовослужбовців 128 ОГШБр, які повернулись з зони проведення ООС на постійне місце дислокації.
16 липня 2019 року на території військової частини відкрито монумент пам'яті військовослужбовців 15-го окремого гірсько-штурмового батальйону 128-ї окремої гірсько-штурмової бригади, які загинули у боях на Сході України. Пам'ятник освятив єпископ ПЦУ Варсонофій (Руднік), який також освятив місце під будівництво храму Юрія Переможця.
У 2022 році, з початком повномасштабного вторгнення, в складі 128-ї ОГШБр воювали роми із Закарпаття, серед них і сам барон.
6 травня 2022 року бригада відзначена почесною відзнакою «За мужність та відвагу».
2 вересня 2022 року день жалоби на Закарпатті по 128-й бригаді ЗСУ.[джерело?]
У жовтні 2022 року в ході контрнаступу ЗСУ у ворога почалася паніка. Росіяни здаються в полон та тікають з української землі. Воїни 128 ОГШБр визволяють Херсонську область.
У листопаді 2022 року бійці Закарпатської бригади показали наслідки атак окупантів у прифронтовому місті. Після цього російські ЗМІ почали активно поширювати фейки про 128-му Закарпатську бригаду. Вони навіть опублікували фото українця, який загинув, обороняючи Україну, на початку весни.
З початку грудня бригада виконувала завдання утримання оборони на Бахмутському напрямку на ділянці с. Яковлівка — м. Соледар — с. Парасковіївка.
На початку січня 2023 року бригада повернулася на Запорізький напрямок. У ході літнього наступу в період з 7 по 19 червня 2023 року силами бригади були звільнені села Лобкове та П'ятихатки.
Зранку 3 листопада 2023 року ЗС РФ завдали удару ракетою «Іскандер-М» по церемонії нагородження бійців бригади на прифронтовій зоні Запорізької області. Загинуло щонайменше 20 військових, в тому числі колишній керівник Хмельницького обласного РТЦК Володимир Возний та заступник командира 128-ї бригади підполковник Андрій Тарасенко. Міністерство оборони почало службове розслідування.

## Структура

### 2000
- 315-й гвардійський механізований полк, Берегове
- 327-й гвардійський механізований полк, Ужгород;
- 820-й гвардійський механізований полк, Мукачево
- 398-й танковий полк, Ужгород.

- 253-й зенітний ракетний Демблінсько-Померанський орденів Кутузова і Суворова полк розташовувався у Сваляві. Доступна інформація зенітним полком 128-ї бригади досить заплутана. Відомо, що з осені 1945 р. до складу дивізії належав 99-й гвардійський окремий зенітно-артилерійський дивізіон, який у 1954 р. був переформований у 2106-й гвардійський зенітно-артилерійський полк, який наступного року отримав № 975. У 1960 р. полк знову згорнули до гв. озад. У 1962 р. у складі 128-ї створено вже без гвардійського статусу 102-й зап. У 1970 р. 102-й зап 128-ї гв. мсд проходив перенавчання у 184-му навчальному зенітному ракетному центрі (Росія). Місце постійної дислокації полку — саме Свалява, бойові стрільби полк проводив на полігоні Емба-2 (Казахстан) та на Чебаркульському полігоні (Росія). Високий бойовий рівень полку спричинив його відрядження 1973 р. до Єгипту, де він прикривав Асуанську греблю під час Жовтневої війни (Війни Судного дня). Після переформування 128-ї дивізії у бригаду цей полк вивели зі складу 128-ї та включили до військ ППО (за іншими даними — розформований повністю). У 128-й омбр сформований 10-й окремий зенітно-ракетний артилерійський дивізіон.
- 331-й гвардійський самохідно-артилерійський Карпатський полк, смт. Перечин, розформований під час переформування дивізії на бригаду;
- 757-й окремий протитанковий артилерійський дивізіон базувався у Сваляві (в деяких джерелах вказується номер 752);
- 47-й окремий розвідувальний батальйон розташовувався в селі Гать Берегівського району;
- 534-й окремий інженерно-саперний батальйон дислокувався у селі Мала Бегань;
- 133-й окремий медичний батальйон, Мукачево;
- 150-й окремий гвардійський батальйон зв'язку, Мукачево;
- 42-й окремий батальйон радіаційного, хімічного та бактеріологічного захисту, Мукачево;
- 85-й окремий ремонтно-відновлюваний батальйон, Мукачево;
- 891-й окремий батальйон тилового забезпечення, Мукачево;
- 31-ша окрема рота радіоелектронної боротьби, Мукачево.
- За радянських часів на території Закарпатської області (у Виноградів) дислокувалася також 230-та артилерійська бригада, у 2000-х роках вона на короткий час була включена до складу 128-ї мсд з переформуванням у 17-й артилерійський полк. Зі створенням на базі дивізії бригади цю частину переформували у бригадну артилерійську групу.

### 2010
Бригаді підпорядковані:
- 10-й окремий зенітний ракетно-артилерійський дивізіон;
- 15-й окремий гірсько-піхотний батальйон, Ужгород;
- 16-й окремий танковий батальйон, Ужгород;
- 21-й окремий механізований батальйон;
- 36-й окремий механізований батальйон;
- 17-та окрема бригадна артилерійська група;
- 534-й окремий інженерно-саперний батальйон;

У 2018 році прийнято рішення щодо формування окремого батальйону на базі одного з лінійних батальйонів з дислокацією в місті Берегове. 
2014
- 15-й гірсько-піхотний батальйон[28]
- Танкова рота (Раніше танковий батальйон)[28]
- Самохідно-артилерійська батарея (2С3 «Акація»; Раніше самохідно артилерійський дивізіон[28]
- 1-ша батальйонно-тактична група[28]
- 2-га батальйонно-тактична група[28]

### 2024
- 1-й гірсько-штурмовий батальйон «Рись»;
- 2-й гірсько-штурмовий батальйон;
- 4-й мотопіхотний батальйон «Ведмеді» (колишній 4-й ОМПБ);
- 15-й окремий гірсько-штурмовий Севастопольський батальйон, Ужгород;
- 1-й окремий стрілецький батальйон;
- 2-й окремий стрілецький батальйон;
- 534-й окремий інженерно-саперний батальйон;
- Танкова рота[29]
- інженерна рота[30]
- медична рота[31]
- Рота зв'язку[32]
- Артилерійський дивізіон[33]
- розвідувальний підрозділ[34]
- ремонтно-відновлювальний підрозділ;[35]
- Окремий взвод ППО [36]
- Тилова рота[37]
- Батальйон безпілотних систем «Sons of Khors» (Сини Хорса).[38]

## Оснащення
- 2С3 «Акація»[28], 2С1 «Гвоздика»[39] і БМ-21 «Град»[40]
- Т-64БВ[41] і Т-72[42]

## Командування
- 1989 — квітень 1992 — генерал-майор Віктор Гречанінов (згодом — заступник міністра оборони з тилу, начальник Штабу Цивільної оборони України, заступник Міністра України з питань надзвичайних ситуацій та у справах захисту населення від наслідків Чорнобильської катастрофи);
- 1992 — полковник (з 31.12. — генерал-майор) В'ячеслав Заболотний (згодом — командувач 8 АК, начальник Чернігівського гарнізону, перший заступник командувача військами Північного оперативного командування Сухопутних військ);
- 1993 — Олександр Кузьмук (з 28.05.1990 р. був начальником штабу дивізії, згодом — командувач Національної гвардії, міністр оборони, народний депутат, віце-прем'єр-міністр України; генерал армії, почесний громадянин Мукачева);
- 1995 — полковник (з 23.08. — генерал-майор) Сергій Кириченко (згодом — командир 13 АК, заступник начальника Генштабу, на 2008 рік — начальник Генерального штабу — Головнокомандувач ЗС України; генерал армії);
- 07.1996—09.1998 — полковник (з 23.08.98 — генерал-майор) Олександр Семенович Масленчук (згодом — заступник командира 13 АК);
- 1998—2002 — генерал-майор Генадій Воробйов (згодом — начальник штабу 38 АК, командир 13 АК, на 2008 рік — перший заступник начальника Генерального штабу ЗС України)[43];
- 2002—2004— полковник Сергій Горошніков (згодом — начальник штабу та командир 13 АК, командир 81-ї тактичної групи ЗС України в Іраку);
- 2004—2007 — полковник Віктор Ганущак;
- 2007—2010 — полковник Петро Ромигайло;
- 2010—2014 — полковник Олег Христенко;
- 2014—2017 — Герой України полковник Сергій Шаптала
- 2017—2019 — Герой України полковник Сергій Собко[44][45][46];
- 10.2019—19.11.2019† — полковник Євген Коростельов;
- 19.11.2019—2022 — Герой України полковник Олег Гончарук;
- 07.09.2022—15.12.2022 — Герой України полковник Денис Чаюк [47];
- з 15.12.2022 — полковник Дмитро Лисюк[47];
- 05.2025 — полковник Ігор Бурдейний.

## Назви з'єднання

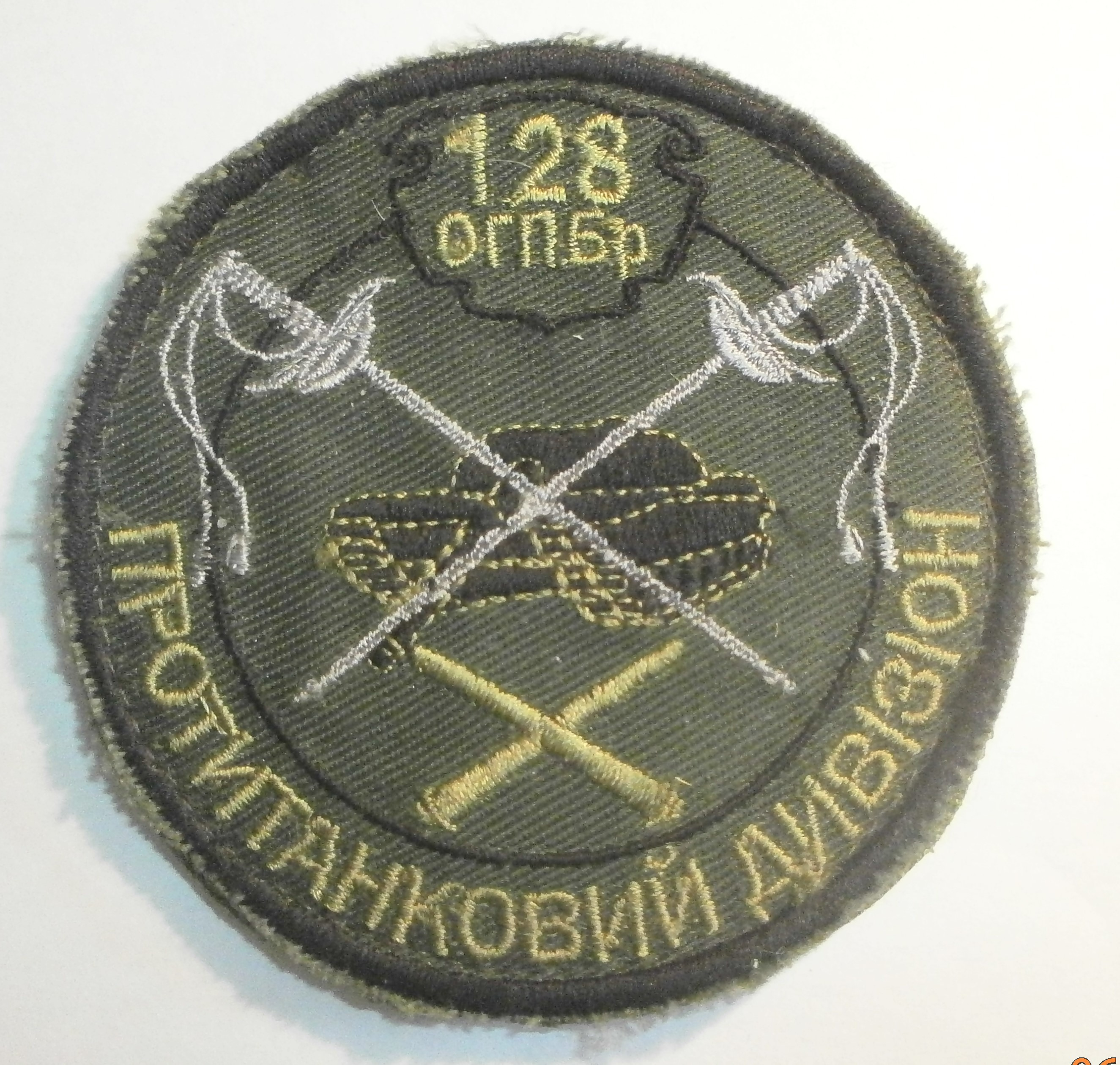
128-а ОГПБр. Протитанковий дивізіон. 2016 р.

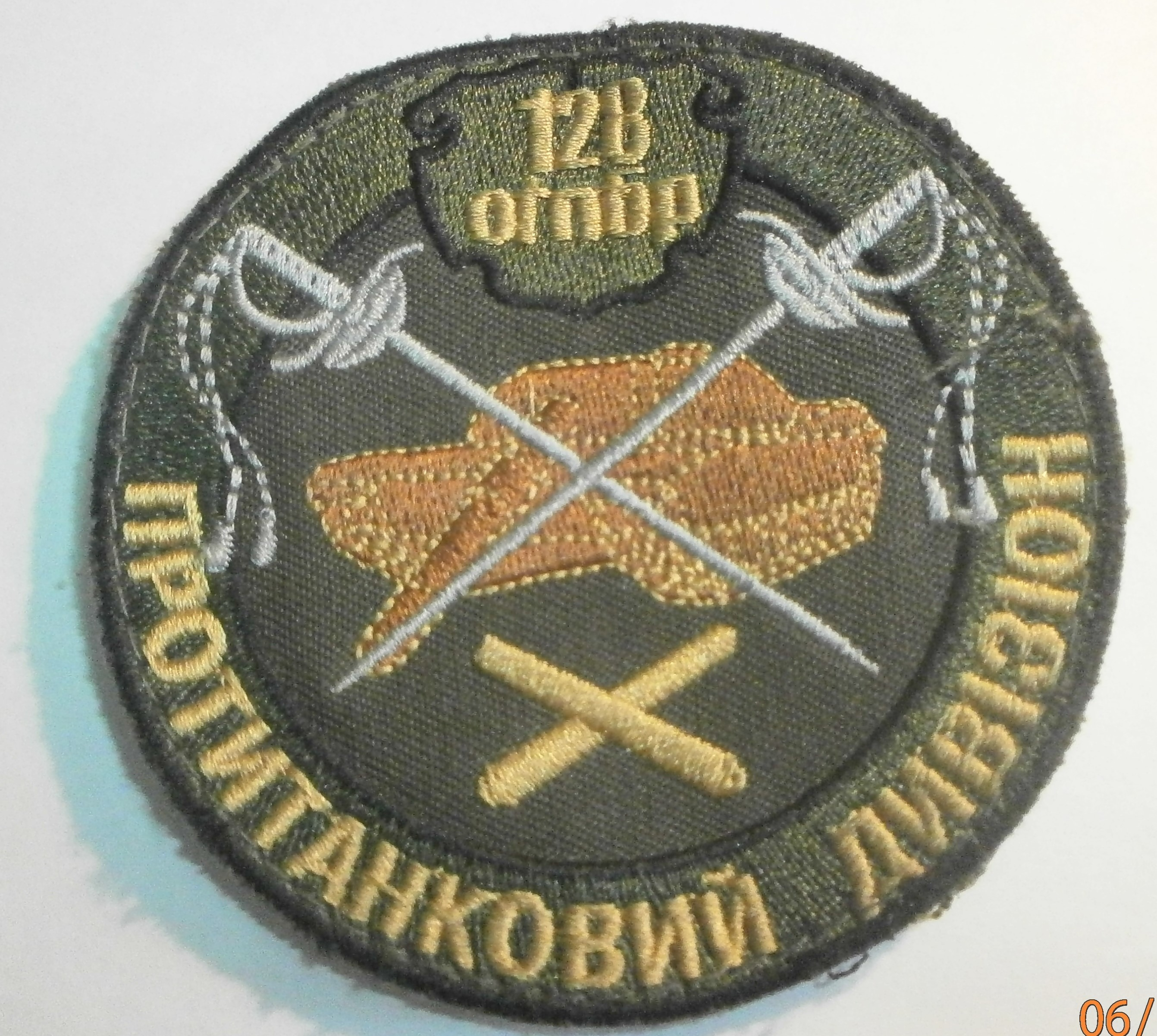
128-а ОГПБр. Протитанковий дивізіон (кольорова)

- 1992 — 128-ма гвардійська механізована Туркестанська дивізія ім. маршала Радянського Союзу А. А. Гречка;
- 2000 — 128-ма гвардійська механізована Туркестансько-Закарпатська дивізія ім. маршала Радянського Союзу А. А. Гречка;
- 2004 — 128-ма окрема гвардійська механізована Туркестансько-Закарпатська бригада;
- 2012 — 34-та окрема гвардійська гірсько-піхотна Туркестансько-Закарпатська бригада;
- 2013 — 128-ма окрема гвардійська гірсько-піхотна Туркестансько-Закарпатська бригада;
- 2015 — 128-ма окрема гвардійська гірсько-піхотна Закарпатська бригада;
- 2016 — 128-ма окрема гірсько-піхотна Закарпатська бригада;
- 2019 — 128-ма окрема гірсько-штурмова Закарпатська бригада. 128-а ОГПБр. Протитанковий дивізіон (кольорова)

## Традиції

### Символіка

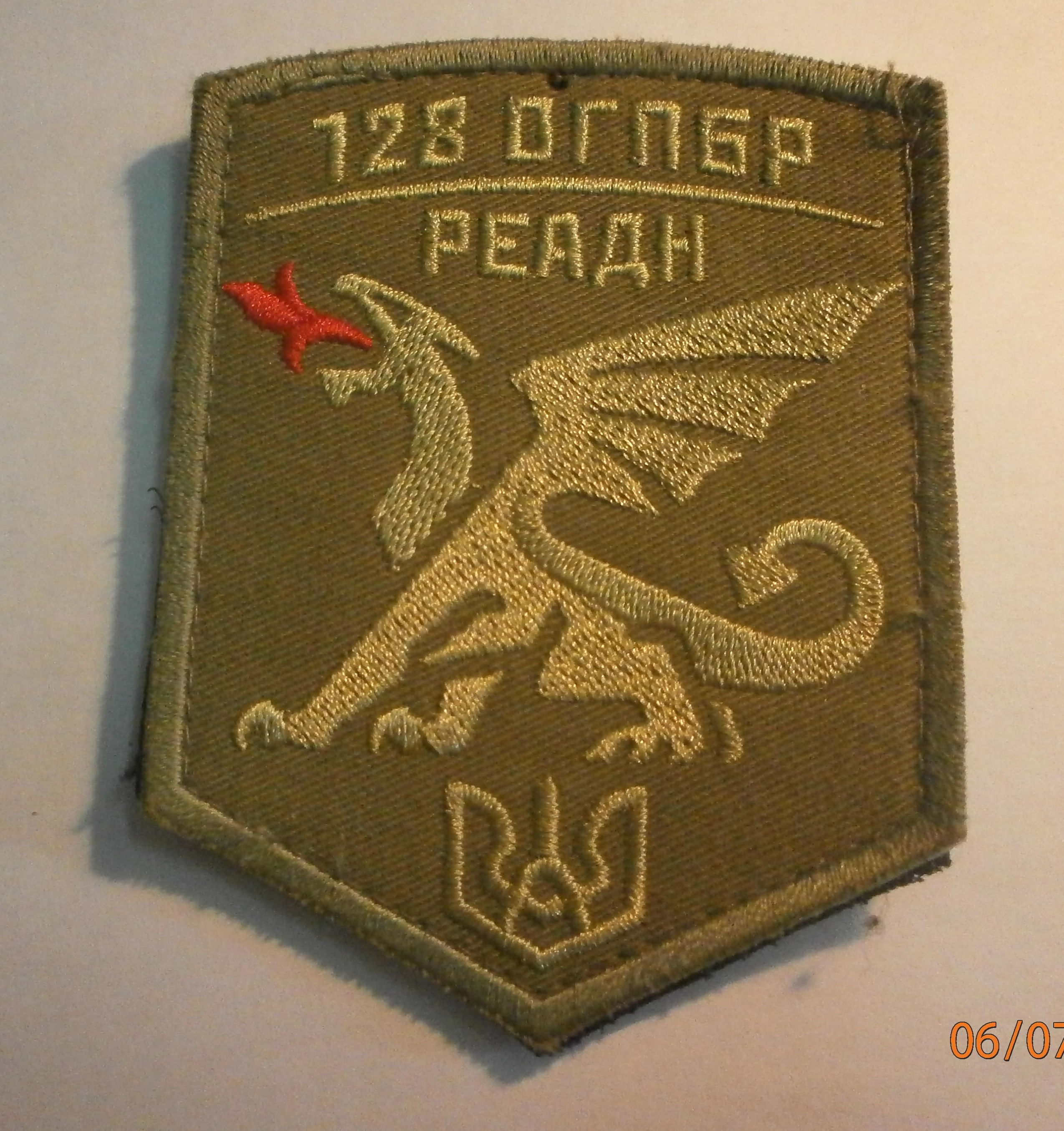
128-а ОГПБр Реактивно артилерійський дивізіон

29 липня 2019 року, стало відомо, що очільник Генштабу генерал-лейтенант Руслан Хомчак затвердив низку нарукавних емблем частинам та установам ЗС України, серед яких була і 128-ма бригада.
На емблемі 128 бригади зображено Т-подібний хрест із перехрещеними бартками та квіткою едельвейса, що символізує розміщення бригади в Карпатському регіоні. Символіку з гірськими сюжетами уживають також підрозділи, що належать до 128 бригади. Зокрема, 1 гірсько-штурмовий батальйон «Рись» уживає в емблемі гласну фігуру — голову рисі. Так само як і 4 мотопіхотний батальйон «Ведмеді», на нарукавному знаку якого змальовано ведмедя. В емблемі 2 гірсько-штурмового батальйону, крім фігур загальнобригадного знака, зображено орла, що атакує змію.
12 липня 2021 року, в Маріуполі, військовослужбовці 128-ї окремої гірсько-штурмової Закарпатської бригади відзначили День створення частини. 400 військовослужбовців розгорнули 128-метровий прапор України, чим був встановлений національний рекорд.

## Втрати
Станом на листопад 2017 року, 128-ма бригада втратила загиблими 144 людини.

## Вшанування

### Топоніми
У місті Ужгород є вулиця 128-ї Бригади.
У місті Мукачево є вулиця 128-ї окремої гірсько-піхотної бригади.
У місті Запоріжжя перейменували вулицю Комарова на вулицю Закарпатського Легіону.
У місті Іршава вулицю Вайди перейменували на вулицю 128-ї Бригади.
У селі Терново Закарпатської області вулицю Визволення перейменували на вулицю 128-ї бригади.
У селі Ільниця Закарпатської області вулицю Першотравневу перейменували на вулицю 128-ї бригади.
У селі Драгово Закарпатської області вулицю Борканюка перейменували на вулицю 128-ї бригади.
У селі Страбичово Закарпатської області вулицю Борканюка перейменували на вулицю 128-ї бригади.
У селі Минай Закарпатської області вулицю Борканюка перейменували на вулицю 128-ї бригади.
У селищі Вишково Закарпатської області вулицю Борканюка перейменували на вулицю 128-ї бригади.
У місті Тячів вулицю Вакарова перейменували на вулицю 128-ї бригади.
У місті Хуст вулицю Борканюка перейменували на вулицю 128-ї бригади.
У місті Чоп вулицю Вакарова перейменували на вулицю 128-ї бригади.

### Пам'ятники
26 лютого 2024 року у Василькові Київської області відкрито пам'ятну дошку на честь восьми військовослужбовців бригади, загиблих під час боїв за Васильків наприкінці лютого 2022 року.

## Галерея

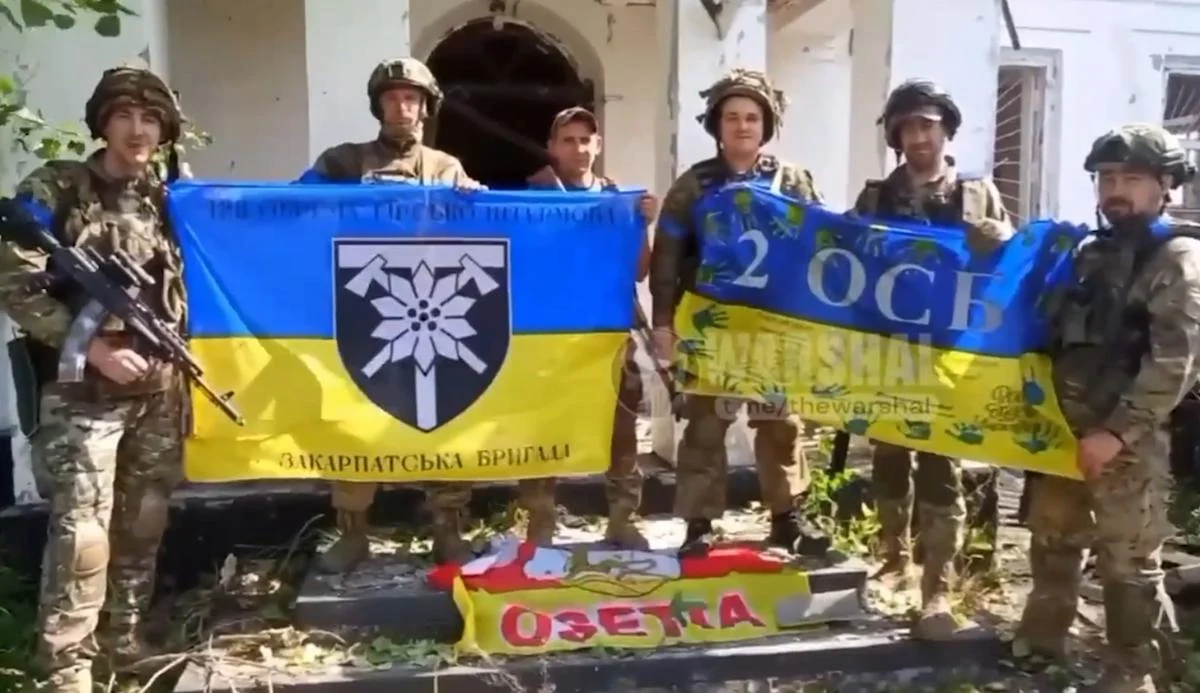
Бійці 128 ОГШБр та 2 ОСБ в звільненому селі П'ятихатки

## Матеріали
- З історії 128-ї гвардійської механізованої Туркестансько-Закарпатської двічі Червонопрапорної дивізії. 23 лютого 2009. Архів оригіналу за 29 листопада 2012. Процитовано 23 лютого 2018.
- Відродження руїн: Навіщо ЗСУ військова частина в Берегові. www.depo.ua. Depo.ua. 20 березня 2018. Архів оригіналу за 22 березня 2020. Процитовано 20 березня 2018.
- Наші танки у Береговому. www.ukrinform.ua. Укрінформ. 25 квітня 2018. Архів оригіналу за 5 вересня 2018. Процитовано 26 квітня 2018.